# Globe de cristal (patinage de vitesse)
Pour les articles homonymes, voir Globe de cristal.
Le globe de cristal est une distinction sportive décernée par l'ISU lors des éditions de Coupe du monde de patinage de vitesse sur piste courte, créée pendant la saison 2022-2023. Un globe de cristal par équipes s'y ajoute lors de la saison 2024-2025.

## Historique
|      | Femmes                  | Hommes            | Équipes |
| ---- | ----------------------- | ----------------- | ------- |
| 2023 | Suzanne Schulting       | Park Ji-won       | N/A     |
| 2024 | Kim Gil-li              | Park Ji-won       | N/A     |
| 2025 | Kristen Santos-Griswold | William Dandjinou | Canada  |